# Temporada de ciclones na região da Austrália de 2020-2021
A  temporada de ciclones na região da Austrália de 2020-2021 foi um período do ano em que os ciclones tropicais se formam no Oceano Índico Meridional e no Oceano Pacífico entre 90° E e 160° E. A temporada começou oficialmente em 1 Novembro de 2020 e terminou em 30 de abril de 2021, no entanto, um ciclone tropical poderia se formar a qualquer momento entre 1 de julho de 2020 e 30 de junho de 2021 e contaria para o total da temporada. Durante a temporada, os ciclones tropicais serão monitorados oficialmente por um dos três centros de alerta de ciclones tropicais (TCWCs) da região, operados pelo Bureau of Meteorology, Serviço Nacional de Meteorologia de Papua-Nova Guiné e a Agência Indonésia de Meteorologia, Climatologia e Geofísica. O Joint Typhoon Warning Center (JTWC) dos Estados Unidos e outros serviços meteorológicos nacionais, incluindo a Météo-France, também estão monitorando a bacia durante a temporada para interesses dos franceses e dos estadunidenses, mas os avisos não são oficiais.

## Previsões de temporada
Em outubro de 2020, o Bureau of Meteorology (BOM) da Austrália divulgou sua previsão de ciclones tropicais para a temporada 2020-21 e, no mesmo mês, a agência contribuiu para o Southwest Pacific Tropical Cyclone Outlook, juntamente com MetService da Nova Zelândia, NIWA e Fiji Serviço Meteorológico (FMS). Cada uma das perspectivas levou em consideração as estações análogas e os efeitos de vários fatores climáticos, que incluíram o estado do El Niño Oscilação Sul (ENSO). As temperaturas da superfície do mar abaixo da média no Oceano Pacífico tropical oriental e as condições atmosféricas indicaram um padrão La Niña, e foi declarado que um La Niña surgiu em 29 de setembro de 2020. O BOM previu que o padrão La Niña persistirá no início de 2021, e as águas ao norte da Austrália e do sudoeste do Oceano Pacífico estarão mais quentes do que a média nos próximos três meses. O escritório também informou que os kits de ciclone incluem um suprimento de máscaras faciais e desinfetantes para as mãos, devido à pandemia COVID-19 simultânea.
O BOM esperava um número médio ligeiramente acima da média de ciclones tropicais para a temporada. A agência previu uma chance de 66% de atividade acima da média para a região como um todo, em comparação com a média de 11 ciclones tropicais. Eles também previram que as sub-regiões oeste e noroeste tinham 63% de chance de experimentar mais ciclones tropicais do que o normal, a região Norte tinha 57% de chance de atividade acima da média e a região leste tinha 67% de chance de mais ciclones tropicais do que a média.  A sub-região noroeste tinha uma probabilidade de dois ciclones tropicais cruzarem a costa da Austrália Ocidental, com um risco significativo de pelo menos um deles ser um ciclone tropical severo.
A Perspectiva do Ciclone Tropical do Sudoeste do Pacífico cobriu uma parte da região australiana que compreendia as águas em torno de Papua Nova Guiné, as Ilhas Salomão, o Mar de Coral e o Mar da Tasmânia ao norte , incluindo a Ilha Norfolk. A perspectiva apontava para uma redução do nível de atividade dos ciclones tropicais no início da temporada, de novembro a janeiro, mas um aumento do nível de atividade no final da temporada, de fevereiro a abril. A atividade quase normal durante a temporada era esperada para Papua-Nova Guiné e as Ilhas Salomão, enquanto um nível elevado de atividade era esperado no Mar de Coral e no Mar da Tasmânia do norte, especialmente durante o final da temporada.

## Resumo sazonal
O gráfico abaixo mostra de forma clara a duração e a intensidade de cada ciclone tropical:

## Tempestades

### Baixa tropical 01U (Bongoyo)
Durante meados até o final de novembro de 2020, um pulso de força moderada da Oscilação Madden-Julian (MJO) seguiu para leste através do Oceano Índico equatorial em direção ao Continente Marítimo e longitudes australianas. A presença do MJO trouxe um aumento da humidade tropical ao ambiente atmosférico, além de auxiliar na formação do Ciclone Tropical Alicia na região Sudoeste do Oceano Índico em meados de novembro. Em 24 de novembro, o Bureau of Meteorology (BOM) relatou que uma baixa tropical havia se desenvolvido dentro de uma depressão no canto noroeste da região australiana, localizada a aproximadamente 860 km (535 mi) a noroeste das Ilhas Cocos. O sistema foi atribuído ao código identificador 01U pela BOM. O Joint Typhoon Warning Center (JTWC) avaliou as condições ambientais como sendo apenas marginalmente propícias à ciclogênese tropical, com boa vazão em direção aos pólos e temperaturas da superfície do mar próximas de 30 ° C (86 ° F ) sendo compensado pelos efeitos de cisalhamento do vento vertical moderado. Consequentemente, esperava-se que a baixa tropical tivesse apenas uma pequena chance de se transformar em um ciclone tropical antes de se mover para o oeste para fora da região australiana no final da semana.
A convecção profunda persistiu sobre o sistema à medida que a baixa tropical seguia gradualmente para o sul ao longo dos dias seguintes, e no início de 27 de novembro, uma faixa de chuva convectiva curva se desenvolveu no lado leste. Apesar disso, o sistema permaneceu principalmente desorganizado no ambiente marginal, com um centro de circulação de baixo nível alongado.  Em 29 de novembro, a baixa tropical começou a ser direcionada lentamente para o oeste-noroeste no lado norte do cinturão de alta pressão subtropical.   O sistema encontrou um cisalhamento de vento um pouco mais fraco ao longo de sua nova via, permitindo que uma convecção profunda se desenvolvesse próximo ao centro de circulação de baixo nível.  Antes que qualquer intensificação significativa pudesse ocorrer, no entanto, a baixa tropical saiu da região australiana em 30 de novembro, passando para a área de responsabilidade do centro de alerta de ciclones tropicais da Météo-France em Reunião.  O sistema mais tarde se intensificou para a tempestade tropical severa de Bongoyo na região de ciclones do sudoeste do Oceano Índico em 7 dezembro.  Em seu pico de intensidade na região australiana, o BOM estimou a pressão atmosférica mínima do sistema como 1005 hPa (29,68 inHg ) em 25 de novembro.  Os dados do dispersômetro de satélite revelaram ventos máximos sustentados de aproximadamente 45 km/h (28 mph) às 02:30 UTC em 30 de novembro, algumas horas antes da saída do sistema da região australiana.
A baixa tropical 01U fez sua aproximação mais próxima às Ilhas Cocos em 27-28 de novembro, passando um pouco mais de 500 km (310 mi) para o oeste.   Aumento dos ventos, bem como chuvas e tempestades ocasionais, ocorreram nas ilhas enquanto o sistema estava localizado nas proximidades.  Ventos sustentados máximos de 10 minutos de 39 km/h (24 mph) com rajadas de 46 km/h (29 mph) foram observados no aeroporto de West Island às 04:30 UTC em 27 de novembro.  Um total de 23,6 mm (0,93 em) de chuva também foi registado em 24-28 de novembro.

### Baixa tropical 02U
Em 6 de dezembro, o Bureau of Meteorology (BOM) relatou que uma baixa tropical se desenvolveu dentro de um vale de monções perto do extremo oeste de Java, aproximadamente 200 km (125 mi) norte-nordeste da Ilha Christmas.  O sistema recebeu o código de identificação oficial 02U na formação.  Inicialmente localizado em um ambiente desfavorável à intensificação, a baixa tropical começou a encontrar condições um tanto melhores à medida que seguia em direção ao sudeste.   Em 7 de dezembro, as temperaturas quentes da superfície do mar e a forte difluência na alta troposfera alimentaram o desenvolvimento de convecção profunda em torno do centro de circulação de baixo nível do sistema. Fazendo referência à estrutura em rápida melhoria da baixa tropical e à presença de um olho fraco nas imagens de satélite de microondas, o Joint Typhoon Warning Center (JTWC) emitiu um alerta de formação de ciclone tropical para o sistema às 05:30 UTC.  Depois de rastrear em sentido horário ao redor do lado nordeste da Ilha Christmas, a Baixa tropical 02U tornou-se quase estacionário em 8 de dezembro.  A convecção profunda continuou a se desenvolver perto do centro durante o período noturno, e como a baixa começou a seguir para o leste, o JTWC atualizou o sistema para uma tempestade tropical na escala de vento de furacão Saffir-Simpson às 18:00 UTC em 8 de dezembro.
A Baixa tropical 02U logo assumiu um curso na direção sudeste, guiado pela influência de uma crista subtropical situada a leste. As condições ambientais permaneceram apenas marginalmente favoráveis para o desenvolvimento, no entanto, e a convecção profunda do sistema foi deslocada para o sudoeste do centro devido ao cisalhamento vertical do vento nordeste, deixando o centro de circulação de baixo nível totalmente exposto.  Durante este período, o JTWC relatou que os ventos sustentados de um minuto de baixa tropical diminuíram para aproximadamente 65 km/h (40 mph), do pico anterior de 85 km/h (53 mph).   Por volta das 12:00 UTC de 10 de dezembro, o sistema começou a acelerar em direção ao sudeste, entrando em um ambiente mais favorável à intensificação.  A interação com uma calha de nível superior aprimorou o canal de saída do pólo tropical baixo, permitindo a convecção profunda para reconstruir sobre o centro do sistema.  Isso permitiu que o sistema se fortalecesse ao se aproximar rapidamente da costa da Austrália Ocidental a uma velocidade de aproximadamente 40 km/h (25 mph), embora o cisalhamento do vento vertical mais uma vez tenha começado a aumentar.
A Baixa tropical 02U atingiu a costa entre Port Hedland e Whim Creek, no litoral de Pilbara, logo após as 03:00 UTC em 11 de dezembro.  Cerca de três horas antes do desembarque, o JTWC relatou que os ventos sustentados de um minuto aumentaram para 75 km/h (47 mph).  Ventos fortes com força de vendaval foram observados em Bedout Island e Port Hedland na época do landfall, com pico de 70 km/h (43 mph) em ambos os locais.  Ventos sustentados de dez minutos também atingiram 63 km/h (39 mph) na Ilha Legendre às 00:00 UTC.  Apesar dessas leituras de vento, o BOM não classificou a baixa como uma categoria 1 ciclone tropical porque determinaram que os ventos fortes não se estendiam além da metade do caminho em torno do centro. Eles atribuíram os fortes ventos no lado leste do sistema a uma combinação do fluxo de monções do noroeste e à velocidade de translação rápida do sistema, em vez de a baixa ter se intensificado em um ciclone tropical.  A baixa tropical continuou rapidamente no interior da Austrália Ocidental no dia seguinte, acelerando para cerca de 50 km/h (31 mph) logo após o landfall.  Apesar do rastreamento sobre a terra, o BOM indicou que ventos sustentados com força de vendaval, acompanhados por rajadas de até 100 km/h (62 mph), ainda pode ocorrer perto do centro do sistema, especialmente no lado leste.  O enfraquecimento da baixa tropical foi mencionado pela última vez pelo BOM por volta das 08:00 UTC em 12 de dezembro, enquanto localizado no canto sudeste da Austrália Ocidental.

### Baixa tropical
A presença da oscilação de Madden–Julian e uma onda Rossby equatorial na região australiana contribuíram para a formação de outro sistema de baixa pressão no cavado das monções sobre o Extremo Oriente do Oceano Índico durante o início de dezembro. Inicialmente carente de convecção profunda organizada, o sistema seguiu em direção, em geral, para sul, em direção à região de Kimberley, na Austrália Ocidental. No final de 7 de dezembro, imagens de satélite infravermelho indicaram uma melhoria na estrutura do baixo, com o sistema mostrando um aumento na convecção profunda explosiva, acompanhada por rotação evidente na troposfera inferior. Devido ao aumento da organização, o Bureau of Meteorology (BOM) classificou o sistema como uma baixa tropical às 21:00 UTC, quando estava localizado a aproximadamente 330 km (205 mi) a noroeste de Broome. As condições ambientais em torno do sistema eram propícias à intensificação, com baixo cisalhamento vertical do vento, boas saídas de nível superior e temperaturas da superfície do mar próximas de 30 °C (86 °F). Devido à proximidade com a costa, no entanto, tanto o BOM e o Joint Typhoon Warning Center (JTWC) previsão de apenas uma pequena chance de desenvolvimento de um ciclone tropical antes de fazer landfall.
À medida que a baixa Tropical seguia para o sul em direção à costa, as condições ambientais continuaram a melhorar, com as temperaturas da superfície do mar próximas a 31 °C (88 °F) E o sistema mantendo um canal de saída robusto para o meio-ambiente na troposfera superior. À medida que o sistema se fortalecia no ambiente moderadamente favorável, o BOM estimava a pressão atmosférica mínima no centro do baixo em 997 hPa (29.44 inHg) às 18:00 UTC de 8 de dezembro. O JTWC emitiu um alerta de formação de ciclone tropical para a baixa pressão tropical às 21:30 UTC, notando a presença de faixas de chuva convectivas no sistema, bem como Convecção profunda persistente sobre o centro de circulação de baixo nível. Por esta altura, no entanto, o sistema estava se aproximando rapidamente da costa australiana, de modo que o tempo disponível para uma maior intensificação era muito limitado. A baixa tropical fez desembarque" na costa de Kimberley entre Bidyadanga e a estação de gado Anna Plains logo após as 00:00 UTC de 9 de dezembro. O sistema moveu-se para o interior nos dias seguintes, seguindo numa direcção geralmente Sul-Sul. O sistema foi mencionado pela última vez como uma baixa tropical pelo BOM em 11 de dezembro enquanto estava localizado no Centro-Oeste da Austrália.
As tempestades tropicais baixas e associadas geraram fortes ventos em áreas costeiras e interiores das regiões de Kimberley e Pilbara enquanto seguia através da área, incluindo ventos sustentados perto da força de vendaval em vários locais offshore. Ventos sustentados de pelo menos 50 km/h persistiram por aproximadamente quatro horas na Ilha Adele no final de 8 de dezembro (UTC), atingindo um pico de 56 km/h às 21:00 UTC, com uma rajada de 76 km/h observada pouco tempo depois. Os ventos sustentados também atingiram 56 km / h em Bedout Island, em 8 de dezembro. Com um pico de rajada de 67 km/h (42 mph), e Rowley Shoals registaram ventos máximos sustentados de 52 km/h (32 mph) e rajadas até 65 km/h (40 mph). As rajada de vento com velocidades máximas registadas no continente incluem 67 km/h (42 mph) em Port Hedland; 65 km/h (40 mph) em Warburton; 63 km/h (39 mph) em Lombadina; a 61 km/h 38 milhas/hora) no Giles e Telfer, a 59 km/h (37 mph) em Christmas Creek; 56 km/h (35 mph) em Broome, Curtin, Derby e Barimunya, 54 km/h (34 mph) em Karratha e Marble bar; 52 km/h (32 km/h) em Roebourne; e a 50 km/h 31 milhas/hora) em Mandora.
À medida que a dispersa baixa Tropical seguia para o interior, Alertas de inundação e avisos foram emitidos para grandes faixas dos desertos do centro ocidental da Austrália, incorporando partes do Oeste da Austrália, do território do Norte e do Sul da Austrália.

### Baixa tropical 03U
Durante meados de dezembro, condições favoráveis a partir de um pulso da Oscilação Madden–Julian (MJO) localizada sobre o continente Marítimo Oriental contribuíram para a re-formação do cavado das monções sobre o norte da Austrália. A influência combinada do MJO e das condições monsoonais gerou turvação generalizada e precipitação nos trópicos australianos, levando a uma maior probabilidade de formação de ciclones tropicais na região. Em 17 de dezembro, um sistema de baixa pressão desenvolveu-se no cavado das monções, perto da costa norte da extremidade superior, e começou a mover-se para oeste. O Bureau of Meteorology (BOM) classificou o sistema como uma baixa tropical às 06:00 UTC do dia seguinte, enquanto estava localizado perto das Ilhas Tiwi, e atribuiu o código de identificação 03U. O sistema logo assumiu uma rota para sudoeste em direção à região de Kimberley. as condições ambientais foram favoráveis para a ciclogénese tropical, com cisalhamento vertical de vento baixo a moderado, bom fluxo de saída de nível superior e temperaturas da superfície do mar muito quentes próximas de 31 °C (88 °F). Apesar disso, a proximidade da baixa tropical à terra impediu a intensificação., e apenas um desenvolvimento limitado ocorreu antes do sistema fazer "landfall" em 19 de dezembro próximo ao Golfo de Cambridge, entre Wyndham e Kalumburu. Nesta época, o BOM estimou a pressão atmosférica central da baixa tropical em 995 hPa (29.38 inHg).
O sistema continuou em direção ao sudoeste durante as horas seguintes, em paralelo com a costa da Austrália Ocidental. Apesar de rastreamento por terra, a baixa tropical mostrou sinais de organização, com as condições atmosféricas geralmente favoráveis permitindo o desenvolvimento de faixas convectivas formativas no semicírculo sul do sistema. Depois de chegar à Península Dampier em 20 de dezembro, o sistema virou-se bruscamente para leste e começou a seguir mais para o interior. No dia seguinte, a baixa tropical começou a mover-se lentamente sobre a região sudeste de Kimberley, durante esse tempo, uma pressão atmosférica mínima de 992,5 hPa (29,31 inHg) foi registada em Halls Creek. Durante os próximos dias, o sistema continuou a mover-se para leste, antes de se dissipar em 23 de dezembro.
A baixa Tropical 03U gerou fortes ventos na região de Kimberley e nas ilhas próximas por vários dias, enquanto estava localizada nas proximidades. Ventos máximos sustentados de 10 minutos de 57 km/h (35 mph) com uma rajada de vento de 72 km/h (45 mph) foram observados em Browse Island, e Adele Island registou ventos sustentados de 54 km/h (34 mph) com uma rajada de vento de 69 km h (43 mph). A Ilha de Troughton também sofreu uma rajada de 95 km/h durante uma tempestade em 21 de dezembro.

### Baixa tropical 04U
Em 20 de dezembro, uma perturbação tropical que estava sendo monitorada pelo Centro de aviso de ciclone tropical Météo-France na reunião atravessou a região australiana a partir da bacia do Oceano Índico sudoeste. Ao entrar na região, o sistema foi classificado como uma baixa tropical pelo Bureau of Meteorology (BOM), e tinha uma pressão atmosférica central estimada em 1006 hPa (29.71 inHg). Inicialmente situado a cerca de 825 km (513 mi) a oeste-noroeste das Ilhas Cocos, o sistema encontrava-se num ambiente geralmente desfavorável à intensificação., com um cisalhamento vertical moderado a forte do vento que compensa, de outra forma, o fluxo de saída de nível superior e as temperaturas quentes da superfície do mar de 28-29 ° c (82-84 °F). Voltou a sair da bacia em 28 de dezembro, sem qualquer intensificação significativa, onde o RSMC Réunion reclassificou o sistema como depressão tropical 05.

### Ciclone tropical Imogen
Em 1 de Janeiro, O Bureau of Meteorology (BOM) informou que uma baixa tropical havia se formado perto de Groote Eylandt, no Golfo ocidental de Carpentaria, localizado a cerca de 635 km (395 mi) a leste-sudeste de Darwin. O BOM atribuiu ao sistema o código de identificação 05U. As condições ambientais foram consideradas favoráveis para a ciclogénese tropical, caracterizada por temperaturas da superfície do mar muito quentes até 31 ° C (88 °F), cisalhamento vertical do vento baixo a moderado e canais de saída estabelecidos para o poente nos níveis superiores. A convecção explosiva começou a se desenvolver em torno da consolidação de baixo nível de circulação do centro enquanto o sistema vagava para sul-sudoeste sobre o Golfo de Carpentaria, e às 00:00 UTC de 2 de janeiro, o bm emitiu um aviso de ciclone tropical válida para partes do noroeste da costa de Queensland. A baixa tropical continuou a fortalecer-se à medida que as áreas de chuva convectivas começaram a entrar no centro do sistema, com o fluxo húmido noroeste-equatorial através da Indonésia alimentando o sistema na troposfera baixa a média.. Às 18:00 UTC, os valores verticais de cisalhamento do vento tinham diminuído ainda mais à medida que a baixa tropical se movia abaixo de uma crista de nível superior; no entanto, apesar das condições ambientais altamente favoráveis, a intensificação foi limitada um pouco pela natureza ampla e alongada do centro de circulação de baixo nível. O Joint Typhoon Warning Center (JTWC) emitiu um alerta de formação de ciclone Tropical para o sistema às 20:00 UTC.
A baixa Tropical 05U fez desembarque na costa oeste da ilha Mornington por volta das 02:00 UTC de 3 de Janeiro, com ventos máximos sustentados perto do centro de 55 km/h. A intensificação prosseguiu à medida que o sistema reaparecia sobre o Golfo de Carpentaria algumas horas mais tarde, com as bandas de chuvas a continuarem a desenvolver-se em torno do centro do sistema e a convecção profunda a tornar-se mais concentrada. Às 06:00 (UTC), o sistema foi classificado como um ciclone tropical de categoria 1 pelo BOM, e foi nomeado Imogen, tornando-se o primeiro ciclone tropical da temporada de 2020-21. Ao mesmo tempo, o JTWC indicou que os ventos máximos sustentados de um minuto tinham aumentado para 65 km/h, tornando Imogen equivalente a uma tempestade tropical na escala de furacões de Saffir-Simpson. Em combinação com o fluxo de baixo nível noroeste, um vale troposférico superior situado a sul do sistema começou a acelerar gradualmente o Imogen para sudeste. A convecção profunda continuou a se concentrar sobre o centro do ciclone; no entanto, devido à proximidade do sistema com a terra, o tempo disponível para uma maior intensificação foi limitado. O ciclone Tropical Imogen fez desembarque a norte de Carumba, Queensland, às 11:00 UTC de 3 de Janeiro.. Na época do desembarque, os ventos máximos sustentados de 10 minutos foram estimados em 65 km/h, com rajadas de 100 km/h e uma pressão atmosférica mínima de 994 hPa (29,35 inHg). o JTWC informou que os ventos máximos sustentados de um minuto tinham atingido 85 km/h por esta altura.
Apesar do centro do sistema de rastreamento por terra, Imogen manteve a sua organização por várias horas, assistida pelo terreno plano que havia sido saturado por chuvas fortes geradas pelo próprio ciclone. O BOM informou que os ventos máximos sustentados de 10 minutos atingiram um pico de 85 km/h (53 mph), com rajadas de 110 km/h (68 mph), às 15:00 UTC de 3 de Janeiro-cerca de quatro horas após o desembarque —quando o ciclone estava passando para nordeste de Normanton. Neste momento, a estação meteorológica automática do aeroporto da cidade registou uma pressão atmosférica mínima de 989,3 hPa (0,08859 inHg). O sistema enfraqueceu-se para uma baixa tropical, antes de ser notado pela última vez a noroeste de Townsville.

### Ciclone tropical Joshua
Em 13 de Janeiro, uma baixa tropical desenvolveu-se aproximadamente a 200 km (120 mi) a leste-nordeste das Ilhas Cocos, que o Departamento de Meteorologia (BOM) designou como 07U. depois, a baixa tropical começou a mover-se para sudoeste, enquanto gradualmente se organizava. Em 16 de Janeiro, os ventos fortes começaram a se desenvolver e, às 12:00 UTC do mesmo dia, o baixo se intensificou ainda mais para o ciclone tropical Joshua, que se tornou a segunda tempestade nomeada tanto na temporada de ciclones da região da Austrália 2020-21 quanto em todo o mundo. Joshua continuou a mover-se para sudoeste, antes de se mover para o Sudoeste do Oceano Índico em 17 de Janeiro.

### Ciclone tropical severo Niran
O ciclone tropical severo Niran foi um ciclone tropical muito poderoso que trouxe impactos severos ao extremo nordeste da Austrália e quase atingiu a Nova Caledónia em fevereiro e março de 2021. O sexto ciclone tropical e o segundo ciclone tropical severo da temporada de ciclones da região australiana de 2020–21, embora seja o terceiro ciclone tropical severo da temporada anual de ciclones do Pacífico Sul, Niran foi o segundo ciclone tropical severo de Categoria 5 na temporada de ciclones do Pacífico Sul, após o ciclone Yasa. Em 27 de fevereiro o ciclone formou-se a partir de uma baixa tropical no Mar de Coral. A baixa tropical intensificou-se gradualmente enquanto estagnava na costa de Queensland por vários dias, embora desorganizada na época. No início de 3 de março, Niran se afastou da costa da Austrália, enquanto começava a sofrer uma rápida intensificação. Eventualmente, Niran atingiu o seu pico de intensidade como um ciclone tropical de categoria 5 na escala de ciclones tropicais australianos e na escala de Saffir-Simpson, em 5 de março, bem ao largo da Austrália. Logo depois, Niran iniciou um ciclo de substituição da parede do olho e encontrou algum cisalhamento do vento, fazendo com que a tempestade enfraquecesse em 6 de março, pois passou ao sul de Grande Terre, a principal ilha da Nova Caledónia. Posteriormente, Niran continuou a enfraquecer rapidamente à medida que o cisalhamento do vento aumentava ainda mais, antes da transição para um ciclone extratropical no final de 6 de março. Niran foi absorvido por outra tempestade extratropical dois dias depois.

### Ciclone tropical severo Seroja
Em 3 de abril, uma baixa tropical formou-se dentro de um cavado ativo ao sul de Timor. A baixa estava localizado em um ambiente geralmente favorável com profunda humidade, baixo cisalhamento vertical do vento, e saída definida. A baixa derivou perto da costa de Timor muito lentamente, com faixas de convecção em espiral persistentes ocupando a circulação da tempestade, produzindo chuvas prolíficas nas regiões circundantes em 4 de abril. Nessa época, o sistema de baixa pressão estava localizado dentro da área de Responsabilidade (AOR) do TCWC Jacarta. Entretanto, o Joint Typhoon Warning Center (JTWC) emitiu seu primeiro aviso sobre a Tempestade Tropical 26S às 15:00 UTC de 4 de abril. A baixa tropical lentamente ganhou força, intensificando-se para um ciclone tropical de categoria 1, e recebeu o nome de Seroja pela TCWC Jakarta às 20:00 UTC de 4 de abril a cerca de 95 km a norte da Ilha de Rote. Seroja continuou lentamente ganhando força à medida que se movia para sudoeste, longe da Indonésia, com seus ventos aumentando para 105 km/h e a sua pressão central se aprofundando para 982 mb (29.00 inHg), equivalente a um ciclone tropical de categoria 2 na escala Australiana.
Seroja como uma baixa tropical causou chuvas generalizadas e trovoadas na província de Nusa Tenggara oriental da Indonésia. Na província da regência de Flores Oriental, pensava-se que tinham morrido 44 pessoas e 9 pessoas ficaram gravemente feridas devido a deslizamentos de terra, enterrando as suas casas e corpos, enquanto pontes e estradas que ligavam a Ilha Flores e a Ilha Adonara foram destruídas. O número de mortos foi mais tarde reduzido para 41, após as equipas de busca e salvamento reverificarem a saúde das vítimas, embora outros 27 tenham sido citados como desaparecidos. Em Timor Leste, três pessoas morreram num deslizamento de terras, incluindo uma criança de dois anos. O Primeiro-Ministro de Timor-Leste, Taur Matan Ruak, citou as inundações como um dos incidentes mais devastadores que atingiram o país em 40 anos. Em 5 de abril, o número de mortos tinha aumentado para 160.

### Ciclone tropical Odette
Outra baixa tropical bem definida e lenta formou-se perto da Ilha Christmas em 3 de abril, no mesmo dia em que um cavado gerou outro sistema na região norte, perto de Timor. causou alguns aguaceiros esporádicos na ilha. No dia 8 de abril, o sistema começou a interagir com Ciclone Seroja para o nordeste, devido ao efeito Fujiwhara, fazendo com que ambos os sistemas enfraquecessem, embora mais tarde naquele dia a baixa tropical, fosse atualizada para Ciclone Tropical Odette. Em 9 de abril, Odette começou a se enfraquecer, pois a tempestade foi gradualmente absorvida por Seroja, que estava se fortalecendo na mesma época. No dia seguinte, Odette perdeu a maior parte da sua convecção, e a tempestade começou a ser arrastada para a circulação de Seroja. Durante este tempo, Odette enfraqueceu-se ainda mais para uma baixa tropical.

### Outros sistemas

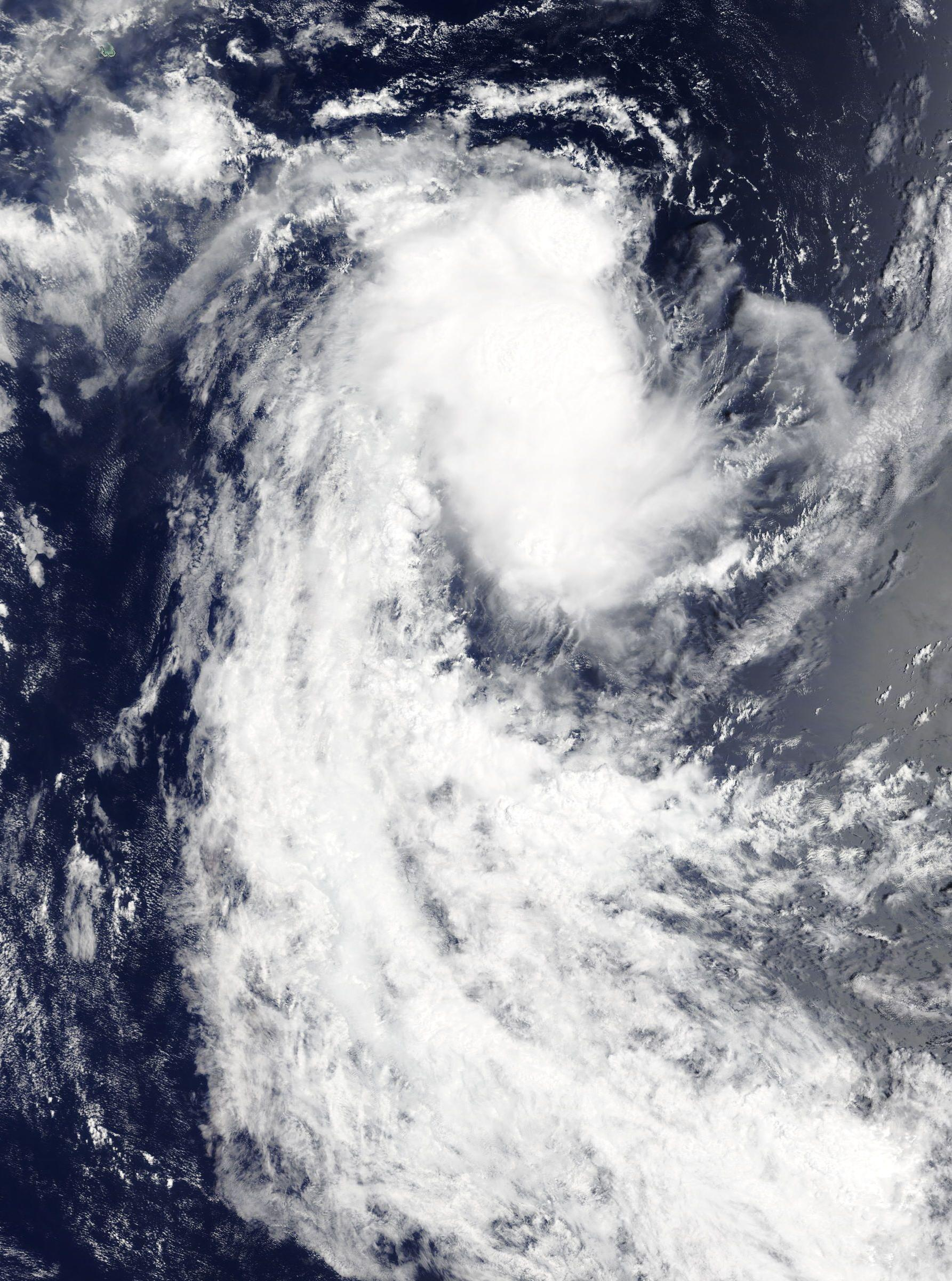
Uma baixa tropical em 9 de janeiro de 2021

Em 5 de Janeiro, O Bureau of Meteorology (BOM) relatou que uma fraca baixa Tropical havia se formado dentro de um cavado sobre o leste do Oceano Índico, centrado a cerca de 500 km (310 mi) a nordeste das Ilhas Cocos. As condições ambientais foram avaliadas pelo BOM como sendo, em geral, desfavoráveis para uma intensificação significativa dos baixos níveis, citando em particular os fortes ventos do leste na troposfera superior que estavam previstos para se desenvolver em 10 de Janeiro. A baixa Tropical avançou gradualmente para sul nos dias seguintes, passando bem a leste das Ilhas Cocos em 8-9 de Janeiro, altura em que o sistema começou a acelerar para oeste-sudoeste. Em 9 de Janeiro, o Joint Typhoon Warning Center (JTWC) informou o desenvolvimento de faixas de chuva convectivas formativas que se envolviam no centro da baixa tropical, e determinou que as condições ambientais eram favoráveis para o sistema fortalecer-se., em contraste com a avaliação do BOM. O JTWC observou a presença de forte fluxo de saída para o alto nível, baixos valores verticais de cisalhamento do vento e temperaturas quentes da superfície do mar de 29-30° C (84-86° F). Por volta das 05:00 UTC de 10 de Janeiro, ventos fortes desenvolveram-se nos quadrantes meridionais da baixa altitude, em parte devido à velocidade de translação rápida do sistema para oeste-sudoeste. A pressão atmosférica mínima do sistema foi estimada em 1002 hPa (29,59 inHg) na altura. Em seguida, o sistema saiu da bacia para o Sudoeste do Oceano Índico em 10 de janeiro, antes de se dissipar imediatamente a seguir, devido ao cisalhamento do vento desfavorável.
Em 5 de fevereiro, o BOM notou que uma baixa estava começando a se formar no Golfo de Carpentaria. No dia seguinte, desenvolveu-se para uma baixa tropical, enquanto localizada a sul-sudeste de Angurugu. O Joint Typhoon Warning Center (JTWC) emitiu um alerta de formação de ciclone tropical (TCFA). O sistema moveu–se lentamente para o sul, antes de fazer "landfall" perto do território do Norte-fronteira de Queensland na manhã de 8 de fevereiro. A depressão tropical continuou a se mover para o interior antes que o BoM emitisse seu último Aviso sobre o sistema mais tarde naquele dia.
Em 18 de fevereiro, uma fraca depressão tropical formou-se a partir de um cavado no Golfo de Carpentaria, que durou até 23 de fevereiro.

## Nomes das tempestades
Cada Centro de Aviso de Ciclone Tropical tem sua própria lista de nomes para designar ciclones tropicais.

### Bureau of Meteorology
O Bureau of Meteorology (Agência de Meteorologia da Austrália) utiliza uma lista para atribuir nomes aos ciclones tropicais. No entanto, o Bureau of Meteorology ainda vai operar os Centros de Avisos de Ciclone Tropical em Perth, Darwin e Brisbane. Eles monitoram os ciclones tropicais que se formam ao sul da linha do Equador, entre os meridianos 90° e 160°L, emitindo avisos especiais mesmo para aqueles ciclones tropicais que estiverem nas áreas de responsabilidades dos CACTs de Jacarta e de Port Moresby. Os nomes serão usados sequencialmente, não havendo, portanto, uma lista alfabética anual. A seguir, será apresentada a lista alfabética da coluna 1, cujo primeiro nome será atribuído ao primeiro ciclone tropical que se formar na temporada de 2020-2021. Os próximos 12 nomes são listados abaixo:
| - Imogen - Joshua - Kimi - Lucas - Marian - Niran | - Odette - Paddy (sem ser usado) - Ruby (sem ser usado) - Seth (sem ser usado) - Tiffany (sem ser usado) - Vernon (sem ser usado) |

### Indonésia
Ciclones tropicais que se formam entre a linha do Equador e a latitude 10°S e entre os meridianos 90°L e 125°L são monitorados pelo CACT de Jacarta, Indonésia. Abaixo se segue o próximo nome a serem usados da lista:
| - Seroja - Teratai (sem ser usado) - Anggrek (sem ser usado) - Bakung (sem ser usado) - Cempaka (sem ser usado) | - Dahlia (sem ser usado) - Flamboyan (sem ser usado) - Kenanga (sem ser usado) - Lili (sem ser usado) - Pisang (sem ser usado) |  |

### TCWC Port Moresby
Os ciclones tropicais que se desenvolvem entre o Equador e 11 ° S, entre as longitudes 151 ° E e 160 ° E, são nomeados pelo centro de alerta de ciclones tropicais em Port Moresby, Papua Nova Guiné . A formação de ciclones tropicais nesta área é rara e nenhum ciclone foi nomeado desde 2007.  Como os nomes são atribuídos em ordem aleatória, toda a lista é mostrada abaixo:
| - Alu (sem ser usado) - Buri (sem ser usado) - Dodo (sem ser usado) - Emau (sem ser usado) - Fere (sem ser usado) | - Hibu (sem ser usado) - Ila (sem ser usado) - Kama (sem ser usado) - Lobu (sem ser usado) - Maila (sem ser usado) |

## Efeitos sazonais
| Nome                | Datas ativo            | Classificação máxima | Velocidade de vento sustentados | Pressão  | Áreas afetadas                                                                            | Danos (USD)    | Fatalidades | Refs    |
| ------------------- | ---------------------- | -------------------- | ------------------------------- | -------- | ----------------------------------------------------------------------------------------- | -------------- | ----------- | ------- |
| Bongoyo             | Novembro-24–30         | Baixa tropical       | 25 km/h                         | 1005 hpa | Ilhas Cocos                                                                               | Nenhum         | 0           |         |
| 02U                 | Dezembro-6–12          | Baixa tropical       | 40 km/h                         | 991 hpa  | Sumatra, Java, Ilha Christmas, Austrália Ocidental, Território do Norte, Sul da Austrália | Nenhum         | 0           |         |
| TL                  | Dezembro-7–11          | Baixa tropical       | 30 km/h                         | 997 hpa  | Austrália Ocidental, Território do Norte, Sul da Austrália                                | Nenhum         | 0           |         |
| 03U                 | Dezembro-18–23         | Baixa tropical       | 30 km/h                         | 993 hpa  | Território do Norte, Kimberley                                                            | Nenhum         | 0           |         |
| 04U                 | Dezembro-20–28         | Baixa tropical       | 20 km/h                         | 1003 hpa | Ilhas Coco                                                                                | Nenhum         | 0           |         |
| Imogen              | Janeiro-1–6            | Ciclone categoria 1  | 45 km/h                         | 989 hpa  | Território do Norte, Extremo Norte de Queensland                                          | 10 000 000 $   | 0           | [ 146 ] |
| 06U                 | Janeiro-5–10           | Baixa tropical       | 35 km/h                         | 1002 hpa | Nenhum                                                                                    | Nenhum         | 0           |         |
| Joshua              | Janeiro-13–17          | Ciclone categoria 1  | 40 km/h                         | 992 hpa  | Ilhas Coco                                                                                | Nenhum         | 0           |         |
| 08U                 | Janeiro-15–23          | Baixa tropical       | 35 km/h                         | 998 hpa  | Território do Norte, Austrália Ocidental                                                  | Desconhecido   | 0           |         |
| Kimi                | Janeiro-16–19          | Ciclone categoria 2  | 55 km/h                         | 987 hpa  | Extremo Norte de Queensland                                                               | Desconhecido   | 0           |         |
| 10U                 | Janeiro-19–27          | Baixa tropical       | 40 km/h                         | 995 hpa  | Ilhas Coco                                                                                | Nenhum         | 0           |         |
| Lucas               | Janeiro-25–Fevereiro-1 | Ciclone categoria 2  | 55 km/h                         | 985 hpa  | Território do Norte, Far North Queensland                                                 | Nenhum         | 0           |         |
| 12U                 | Janeiro-28–Fevereiro-5 | Baixa tropical       | 30 km/h                         | 992 hpa  | Território do Norte, Austrália Ocidental                                                  | Nenhum         | 0           |         |
| TL                  | Fevereiro-6–8          | Baixa tropical       | N/A                             | 996 hpa  | Território do Norte                                                                       | Nenhum         | 0           |         |
| TL                  | Fevereiro-18–23        | Baixa tropical       | N/A                             | 1002 hpa | Território do Norte                                                                       | Nenhum         | 0           |         |
| Marian              | Fevereiro-21–Março-9   | Ciclone categoria 3  | 80 km/h                         | 950 hpa  | Ilha Christmas, Ilhas Coco                                                                | Nenhum         | 0           |         |
| Niran               | Fevereiro-25–Março-5   | Ciclone categoria 5  | 110 km/h                        | 931 hpa  | Far North Queensland                                                                      | >180 000 000 $ | 0           | [ 147 ] |
| 18U                 | Março-10–Março-15      | Baixa tropical       | N/A                             | N/A      | Nenhum                                                                                    | Nenhum         | 0           |         |
| 19U                 | Março-18–Março-21      | Baixa tropical       | N/A                             | N/A      | Austrália Ocidental                                                                       | Nenhum         | 0           |         |
| 20U                 | Março-18–20            | Baixa tropical       | N/A                             | N/A      | Território do Norte                                                                       | Nenhum         | 0           |         |
| 21U                 | Março-21–26            | Baixa tropical       | N/A                             | N/A      | Nenhum                                                                                    | Nenhum         | 0           |         |
| Seroja              | Abril-3                | Ciclone categoria 2  | 55 km/h                         | 979 hpa  | Timor, Sonda Oriental                                                                     | Desconhecido   | >209        |         |
| Odette              | Abril-3                | Ciclone categoria 1  | 45 km/h                         | 988 hpa  | Ilha Christmas                                                                            | Nenhum         | 0           |         |
| 24U                 | Abril-7                | Baixa tropical       | N/A                             | N/A      | Nenhum                                                                                    | Nenhum         | 0           |         |
| TL                  | Abril-9                | Baixa tropical       | N/A                             | N/A      | Nenhum                                                                                    | Nenhum         | 0           |         |
| Totais da temporada |                        |                      |                                 |          |                                                                                           |                |             |         |
| 25 sistemas         |                        |                      | 110                             | 931      |                                                                                           | 190 000 000 $  | >209        |         |